# Coloured
El terme coloured en el context de Sud-àfrica, Namíbia, Zàmbia, Botswana i Zimbàbue (que també es coneixen com a Bruinmense, Kleurlinge o Bruin Afrikaners en afrikaans) es refereix o es referia a un grup ètnic de races mestisses que tenien alguns avantpassats de l'Àfrica subsahariana però considerat com no suficient negre segons les lleis sud-africanes. Són d'origen multiracial i tenien avantpassats a Europa, Indonèsia, Madagascar, Malàisia, Moçambic, Maurici, Santa Helena i l'Àfrica del Sud. Els estudis genètics fets mostren que tenen el nivell més alt d'avantpassats mesclats del món. Tanmateix per l'ADN mitocondrial femení se sap que principalment venen de la població Khoisan.
La història de la segregació racial sud-africana i dels països veïnes els va etiquetar 'mixed race' (gen de raça mesclada). Els governs imperials (britànic) i de l'apartheid els va categoritzar com Coloureds. A més els altres grups ètnics els veien com un grup separat.
En la llei de l'apartheid els coloured eren una de les races considerades legalment. Les altres races eren la negra, els blancs sud-africans i els indis sud-africans.

Població coloured sobre la població total sud-africana.

Densitat de coloureds a sud-àfrica.

| 0–20% 20–40% 40–60% |  | 60–80% 80–100% |  |

| <1 /km² 1–3 /km² 3–10 /km² 10–30 /km² 30–100 /km² |  | 100–300 /km² 300–1000 /km² 1000–3000 /km² >3000 /km² |  |

## Altres usos
En l'anglès dels Estats Units el terme colored té un significat relacionat però diferent. Primer es va referir a la gent d'origen africà excepte a l'estat de Louisiana, on "Free people of color" (gent lliure de color) legalment volia dir persones d'origen mesclat europeu i subsaharià. Actualment es considera aquest terme denigrant, arcaic i ofensiu en molt contexts, però no en tots. 'People of color' actualment s'usa més. En l'ús estatunidenc descriu a tots el que no són blancs incloent els asiàtics, natius americans i descendents d'africans. A la Gran Bretanya 'coloured' també s'ha usat per referir-se a qualsevol que no es descrigui ell mateix com de raça blanca